# Golek, Črnomelj
Golek este o localitate din comuna Črnomelj, Slovenia, cu o populație de 55 de locuitori.